# Nowa Wieś (Nowe Ostrowy)
Pour les articles homonymes, voir Nowa Wieś.
Nowa Wieś (prononciation [ˈnɔva ˈvjɛɕ]) est un village de la gmina de Nowe Ostrowy, du powiat de Kutno, dans la voïvodie de Łódź, situé dans le centre de la Pologne.
Il se situe à environ 18 kilomètres au nord-ouest de Kutno (siège du powiat) et 64 kilomètres au nord de Łódź (capitale de la voïvodie).
Sa population s'élevait approximativement à 40 habitants en 2006.

## Administration
De 1975 à 1998, le village était attaché administrativement à l'ancienne voïvodie de Płock.

Depuis 1999, il fait partie de la nouvelle voïvodie de Łódź.